# Виборзька провінція
Виборзька провінція — одна з провінцій Російської імперії. Центр — місто Виборг.
Виборзька провінція була утворена в ході обласної реформи у складі Санкт-Петербурзької губернії за указом Петра I «Про пристрої губерній і про визначення в отої правителів» («Об устройстве губерний и об определении в оныя правителей») у 1719 році. До складу провінції були включені міста Виборг, Кексгольм і Нейшлот, що раніше входили до складу Виборзько-Нейшлотського та Кексгольмського ленів Швеції. По ревізії 1710 року у провінції налічувалося 6,6 тис. селянських дворів.
З 1744 року Виборзька провінція, поряд з Кексгольмською та Кюменегорською, становила Виборзьку губернію, що включила також території, що відійшли від Шведського королівства після російсько-шведської війни 1740—1743 рр.
7 листопада 1775 року Катерина II підписала закон «Установи для управління губерній» («Учреждения для управления губерний»), згідно з яким провінції були ліквідовані, а розміри губерній (перетворених у намісництва) зменшені (їх число збільшилося вдвічі). Адміністративно-територіальні зміни, пов'язані з реорганізацією губернії в Виборзьке намісництво, були проведені в 1783 році.